# ФК „Козаро“
ФК „Козаро“ Ботевград е футболен клуб от град Ботевград, България. През сезон 2024/2025 се състезава в ОФГ София, западна подгрупа.

## История
Отборът е създаден на 25 юни 2018 г., под името ФК Козаро Скравена с идеята да домакинства в с. Скравена, община Ботевград. Това не се случва, заради все още неизградения терен в селото. Така в дебютния си сезон, 2018/2019, играе на помощното футболно игрище в Ботевград с име „Герена“ в ОФГ София Запад, завършвайки на 5-то място. През следващия сезон 2019/2020 името е променено на ФК Козаро Ботевград, като отбора прави изключително силен полусезон, подвизавайки се на 1-во място след 6 победи и 2 равенства два кръга преди края, когато допуска 2 последователни загуби и спада до 4-та позиция, където и завършва, заради преждевременното прекратяването на сезона, поради COVID-19 пандемия.
През сезон 2020/2021 отборът дебютира на силния подготвителен турнир „Витоша Къп 2020“, печелейки 3-то място. На 31 август 2020 г., стартира детска школа, като същевременно са включени два отбора, формат футбол 5 (деца U8) и футбол 11 (деца U14) в първенствата на БФС. Преди началото на първенството, мъжкия отбор е преместен в АФГ София Изток. След оспорвана битка до последно за 2-рото място, в крайна сметка отборът завършва на 3-то място, на точка зад втория в класирането „Ракитин“ Трудовец, записвайки равен и победа срещу него през сезона. Това е и най-доброто класиране на клуба от създаването му.
През сезон 2021/2022 се включва още един набор деца U12 на формат футбол 7, като вече школата наброява 75 деца. Мъжкият отбор отново се връща в ОФГ София Запад. Взет е терен под наем, намиращ се в гимназия ПГТМ „Асен Златаров“, като тепърва предстои той да бъде изграден. Със стартирането на сезона се налага на отбора да играе домакинските си мачове в Правец, поради преобразяването на „Герена“ от естествено игрище в изкуствено.
Домакинските екипи са оранжево-черни, а гостуващите са черно-бели. Най-големият успех на отбора до момента е отстраняването на Ботев Ихтиман намиращ се в Югозападна трета лига в турнира за аматьорската купа на България през сезон 2020/2021 с 5:1.